# Seregno (stacja kolejowa)
Seregno (włoski: Stazione di Seregno) – stacja kolejowa w Seregno, w regionie Lombardia, we Włoszech. Znajdują się tu 2 perony.